# Emirates Cup 2009
Emirates Cup 2009 là một giải đấu bóng đá giao hữu trước mùa giải do Arsenal tổ chức trên sân nhà, Sân vận động Emirates. Đây là lần thứ ba giải đấu được tổ chức, với sự tham gia của các đội bóng hàng đầu châu Âu như Arsenal, Atlético Madrid, Rangers và Paris Saint-Germain. Giải đấu được diễn ra vào cuối tuần 1-2 tháng 8 năm 2009 với sự góp mặt của 4 đội bóng, chơi theo hình thức lượt đi, lượt về trong 2 ngày. Các trận đấu được diễn ra trên sân Emirates với sức chứa lên tới hơn 60.000 khán giả.
Cuộc thi này tuân theo hệ thống tính điểm giống như Giải đấu Amsterdam, với mỗi đội chơi hai trận đấu, với ba điểm được trao cho một trận thắng, một điểm cho một trận hòa và không có điểm nào cho một trận thua. Ngoài ra, mỗi bàn thắng được ghi sẽ được tính thêm một điểm bổ sung. Arsenal không thi đấu với Paris Saint-Germain, và Rangers không thi đấu với Atlético Madrid. Trong ngày đầu tiên của giải đấu, Rangers đánh bại Paris Saint-Germain bằng một bàn thắng duy nhất, trong khi Arsenal đánh bại Atlético 2-1. Vào ngày thứ hai, Paris Saint-Germain và Atlético Madrid đã hòa nhau và Arsenal đã giành chiến thắng thuyết phục 3-0 trước Rangers, giành lại danh hiệu của giải đấu trong quá trình này. Tiền vệ Jack Wilshere được bầu chọn là cầu thủ xuất sắc nhất trận trong cả hai trận đấu của Arsenal, trong khi Andrey Arshavin nhận được giải thưởng Cầu thủ xuất sắc nhất giải đấu của Emirates.

## Bối cảnh
Emirates Cup là một giải đấu bóng đá hàng năm được tổ chức tại sân Emirates của CLB Arsenal ở London, Anh. Giải đấu này được đặt theo tên của nhà tài trợ chính của Arsenal là hãng hàng không Emirates, và bắt đầu được tổ chức từ năm 2007 trước mùa giải mới.
Giải đấu được đánh giá là một cơ hội tuyệt vời để các CLB có thể thử nghiệm đội hình và kiểm tra sức mạnh của mình trước khi bước vào mùa giải mới. Emirates Cup đã thu hút sự quan tâm của đông đảo người hâm mộ và truyền thông, với sự tham dự của hơn 110.000 người trong hai ngày đầu tiên của giải đấu đầu tiên vào năm 2007.
Trong đợt tranh tài đầu tiên, Arsenal đã xuất sắc giành chiến thắng chung cuộc, sau khi đánh bại các đối thủ là Paris Saint-Germain, Inter Milan và Hamburg SV. Từ đó, Emirates Cup đã trở thành một giải đấu quan trọng trong lịch thi đấu của Arsenal và cũng là một sự kiện được mong chờ đối với người hâm mộ bóng đá trên toàn thế giới.
Năm 2009, Emirates Cup đã được truyền hình trực tiếp tại Vương quốc Anh trên kênh Sky Sports

## Diễn biến
Trận khai mạc giải đấu đã chứng kiến cuộc đối đầu giữa nhà vô địch Scotland, Rangers và đội bóng Pháp Paris Saint-Germain. HLV Walter Smith của Rangers đã sắp xếp đội hình 4-1-4-1 với bốn cầu thủ phòng ngự, Lee McCulloch đứng trước một hàng tiền vệ bốn người và Kenny Miller đảm nhận vai trò tiền đạo đơn độc. Trong khi đó, đội hình chính của Paris Saint-Germain đã bao gồm cựu tiền vệ Chelsea, Claude Makélélé, người đảm nhiệm vai trò che chắn cho hàng phòng ngự của đội. Trước khi bắt đầu trận đấu, một phút tưởng niệm đã được tổ chức để tưởng nhớ cựu HLV Bobby Robson, người đã qua đời vào ngày 31 tháng 7. Trong hiệp một, cả Rangers và Paris Saint-Germain đều không thể ghi bàn. Tuy nhiên, trận đấu không thiếu những tình huống đáng chú ý, trong đó pha cố gắng của Kenny Miller trong những phút đầu tiên đã không thành công và anh gần như đã ghi bàn sau khi thủ môn Grégory Coupet của PSG rời khỏi vòng cấm. Mevlüt Erdinç của PSG có cơ hội tốt nhất của đội bóng này sau 30 phút, nhưng anh đã không thể kết nối với đường chuyền của Jean-Eudes Maurice. Bàn thắng duy nhất của trận đấu được ghi bởi Rangers sau giờ nghỉ; từ một pha đá phạt góc, hậu vệ Madjid Bougherra đã nâng cao đầu và đánh đầu tung lưới Coupet.
Trong trận đấu muộn của ngày đó, Arsenal đã đối đầu với Atlético Madrid. Tiền vệ Tomáš Rosický đã trở lại đội sau một thời gian dài chấn thương, đây là lần đầu tiên anh ra sân kể từ tháng 5 năm 2008. Trong khi đó, đội trưởng Cesc Fàbregas đã ngồi dự bị. Arsenal đã sắp xếp đội hình 4-3-3 để tận dụng tốt nhất các cầu thủ tấn công của mình. Trong khi đó, Atlético đã tung ra sân tiền đạo Diego Forlán, cựu cầu thủ của Manchester United, và José Antonio Reyes, cựu cầu thủ Arsenal, ở vị trí tiền vệ phía bên phải. Đội khách bắt đầu tốt và gần như đã có bàn mở tỉ số trong vòng sáu phút khi Reyes tiến gần đến việc ghi bàn. Tuy nhiên, Florent Sinama Pongolle và Forlán đã không thể chuyển hóa thành công các cơ hội tốt. Mặc dù Atlético đã tạo ra nhiều cơ hội hơn, Arsenal vẫn kiên trì trong lối chơi của mình trong hiệp 1. Trận đấu giữa Arsenal và Atlético Madrid đã diễn ra hấp dẫn với nhiều tình huống đáng chú ý. Jack Wilshere đã có màn trình diễn ấn tượng khi vào sân trong hiệp hai, đóng góp vào sự trôi chảy của lối chơi Arsenal. Các cú chạm bóng của anh đã nhận được sự phấn khích từ khán đài Emirates.Phút 86, cầu thủ vào sân thay người Andrey Arshavin đã tung ra cú sút vô lê xuất thần từ đường căng ngang của Fàbregas để ghi bàn mở tỷ số cho Arsenal. Tuy nhiên, Atlético Madrid đã không chịu dễ dàng chấp nhận thất bại và Germán Pacheco đã gỡ hòa cho đội khách chỉ vài phút sau đó.Nhưng đến phút bù giờ, Arshavin đã trở thành người hùng của Arsenal khi tận dụng lỗi phòng ngự của đối thủ để ghi bàn thắng quý giá, giúp Arsenal giành chiến thắng 2-1 trước Atlético Madrid. Chiến thắng này đã mang lại niềm hy vọng cho Arsenal trong cuộc đua giành vé vào vòng knock-out của giải đấu.
Trong ngày thi đấu thứ hai, Atlético Madrid và Paris Saint-Germain đã đối đầu với nhau. Cả hai đội bóng đã thực hiện một số thay đổi đội hình từ trận đấu đầu tiên. Sergio Agüero, người đã đá chính trong trận đấu với Arsenal, đã giúp đội của mình dẫn trước khi anh thực hiện thành công quả đá phạt đền được trao sau khi bị Albert Baning của PSG phạm lỗi. Tuy nhiên, sau đó Baning đã bị đuổi khỏi sân và để lại PSG chơi với 10 người.Bất chấp bất lợi về số người, PSG đã gỡ hòa trong hiệp hai với một pha di chuyển thông minh khi Ludovic Giuly đã tận dụng thời cơ và ghi bàn, buộc thủ môn Roberto Jiménez Gago của Atlético phải rời khỏi vị trí của mình. Trận đấu kết thúc với tỷ số hòa 1-1, giữ cho Arsenal vững ngôi đầu bảng. Đội chủ nhà Arsenal đã có một chiến thắng thuyết phục trước đối thủ Rangers với tỉ số 3-0, trong đó tiền vệ Jack Wilshere đã ghi được hai bàn thắng. HLV Arsène Wenger đã không giấu được sự hài lòng của mình với màn trình diễn của cầu thủ này trong hai ngày thi đấu. Ông đã chia sẻ với các phóng viên rằng: Khi Jack bắt đầu chạy vượt qua mọi đối thủ trong khoảng cách 20 mét cuối cùng, bạn có thể nhận ra ngay rằng anh ta có điều gì đặc biệt." Sự xuất sắc của Wilshere đã thu hút sự chú ý của HLV đội tuyển quốc gia Italia, Fabio Capello. Tuy nhiên, Wenger đã khá kín kẽ khi nói về khả năng Wilshere được triệu tập lên đội tuyển quốc gia. Ông cảnh báo rằng: "Hãy bình tĩnh và chờ đợi. World Cup sẽ diễn ra vào năm sau. Trước hết, hãy chờ xem Wilshere sẽ cải thiện và thi đấu ra sao. Chúng tôi cần thấy anh ấy có sự kiên định trong cách thi đấu của mình."

## Trận đấu
Ngày 1

| Rangers       | 1–0    | Paris Saint-Germain |
| ------------- | ------ | ------------------- |
| Bougherra 76' | Report |                     |

| Arsenal           | 2–1    | Atlético Madrid |
| ----------------- | ------ | --------------- |
| Arshavin 86', 90' | Report | Pacheco 88'     |

Ngày 2

| Paris Saint-Germain | 1–1    | Atlético Madrid    |
| ------------------- | ------ | ------------------ |
| Giuly 71'           | Report | Agüero 41' (ph.đ.) |

| Arsenal                        | 3–0    | Rangers |
| ------------------------------ | ------ | ------- |
| Wilshere 2', 72' · Eduardo 11' | Report |         |

## Cầu thủ ghi bàn
| Hạng | Tên              | Đội                 | Bàn thắng |
| ---- | ---------------- | ------------------- | --------- |
| 1    | Andrey Arshavin  | Arsenal             | 2         |
| 1    | Jack Wilshere    | Arsenal             | 2         |
| 3    | Madjid Bougherra | Rangers             | 1         |
| 3    | Germán Pacheco   | Atlético Madrid     | 1         |
| 3    | Sergio Agüero    | Atlético Madrid     | 1         |
| 3    | Ludovic Giuly    | Paris Saint-Germain | 1         |
| 3    | Eduardo da Silva | Arsenal             | 1         |

### Tổng quan
- Ciullini, Pablo (10 tháng 9 năm 2015). “Emirates Cup 2009”. Rec.Sport.Soccer Statistics Foundation (RSSSF). Lưu trữ bản gốc ngày 1 tháng 4 năm 2016. Truy cập ngày 1 tháng 10 năm 2017.